# 長谷堂バイパス
長谷堂バイパス（はせどうバイパス）は、山形県山形市と上山市を通る国道458号のバイパス道路である。

## 概要
山形市の西部と上山市の西部を結ぶ国道458号上のバイパス道路である。1998年、当時建設政務次官であった遠藤利明が地元住人からの要請を受け工事に着手し、2004年6月30日に開通した。

## 路線データ
- 起点 : 山形市長谷堂
- 終点 : 上山市久保手
- 全長 : 2.68 km
- 車線 : 2車線

## トンネル
- 長谷堂トンネル（935m）